# Finlandia en los Juegos Olímpicos de Chamonix 1924
Finlandia estuvo representada en los Juegos Olímpicos de Chamonix 1924 por un total de 18 deportistas que compitieron en 6 deportes.  

## Medallistas
El equipo olímpico finlandés obtuvo las siguientes medallas:
| Nombre                                                           | Deporte               | Competición         |
| ---------------------------------------------------------------- | --------------------- | ------------------- |
| Oro                                                              |                       |                     |
| Clas Thunberg                                                    | Patinaje de velocidad | 1500 m M            |
| Clas Thunberg                                                    | Patinaje de velocidad | 5000 m M            |
| Julius Skutnabb                                                  | Patinaje de velocidad | 10 000 m M          |
| Clas Thunberg                                                    | Patinaje de velocidad | Concurso M          |
| Plata                                                            |                       |                     |
| Ludowika Jakobsson Walter Jakobsson                              | Patinaje artístico    | Parejas             |
| Julius Skutnabb                                                  | Patinaje de velocidad | 5000 m M            |
| Clas Thunberg                                                    | Patinaje de velocidad | 10 000 m M          |
| Väinö Bremer August Eskelinen Heikki Hirvonen Martti Lappalainen | Patrulla militar      | Equipo M            |
| Bronce                                                           |                       |                     |
| Tapani Niku                                                      | Esquí de fondo        | 18 km M             |
| Clas Thunberg                                                    | Patinaje de velocidad | 500 m M             |
| Julius Skutnabb                                                  | Patinaje de velocidad | Concurso completo M |